# کاران واهی
کاران واهی (به انگلیسی: Karan Wahi)(زاده ۹ ژوئن ۱۹۸۶) بازیگر هندی است.
از فیلم‌هایی که وی در آن نقش داشته‌است می‌توان به داستان نفرت ۴ اشاره کرد.